# O Tico Tico
O Tico Tico est une ancienne revue enfantine brésilienne, créée en 1905 par le journaliste Luís Bartolomeu de Souza e Silva (pt), et disparue en 1977. Inspirée de la revue française La Semaine de Suzette, elle est la première publication brésilienne à publier des bandes dessinées.